# Maradi (region)
Maradi er en af Nigers syv regioner, beliggende i landets sydlige del. Den har et areal på 41,796 km², og havde 3.021.169} indbyggere i 2010. Regionens hovedstad er byen Maradi.
Maradi er inddelt i seks departementer: Aguie, Dakoro, Groumdji, Madarounfa, Mayahi og Tessaoua.
Hovederhvervet er landbrug, men den nordlige del af området ligger i Sahelbætltet op til Saharaørkenen, med begrænset nedbør. Derimod betegnes den sydlige del af region Maradi som „Nigers brødkurv“ med avl af tobak, jordnødder , hvede, soja, bomuld, samt landets hovednæringsmidler hirse og øjebønner.

## Eksterne kilder og henvisninger
- Wikimedia Commons har flere filer relateret til Maradi (region)

13°30′N 7°06′Ø / 13.5°N 7.1°Ø